# Сельское поселение Биорковское
Се́льское поселе́ние Био́рковское — упразднённое муниципальное образование со статусом сельского поселения в Коломенском муниципальном районе Московской области.
Административный центр — посёлок Биорки.

## История
Образовано в ходе муниципальной реформы, в соответствии с Законом Московской области от 15.02.2005 года № 43/2005-ОЗ «О статусе и границах Коломенского муниципального района и вновь образованных в его составе муниципальных образований».
Упразднено вместе со всеми другими поселениями бывшего Коломенского муниципального района с 21 апреля 2017 года.

## География
Муниципальное образование расположено в юго-западной части района, на востоке граничит с сельским поселением Акатьевское, на севере — с сельским поселением Проводниковское, на северо-западе — с городским округом Коломна, на западе — со Ступинским районом, на юге — с городским округом Озёры. Площадь территории сельского поселения составляет 16 665 га.

## Население
| 2006  | 2007  | 2008  | 2009  | 2010  | 2011  | 2012  | 2013  |
| ----- | ----- | ----- | ----- | ----- | ----- | ----- | ----- |
| 6274  | ↘6006 | ↗6047 | ↗6063 | ↗6369 | ↗6538 | →6538 | ↗6571 |
| 2014  | 2015  | 2016  | 2017  |       |       |       |       |
| ↗6601 | ↗6714 | ↘6700 | ↗6718 |       |       |       |       |

## Состав сельского поселения
В состав сельского поселения входят 30 населённых пунктов упразднённой административно-территориальной единицы — Биорковского сельского округа:
| №  | Населённый пункт | Тип населённого пункта          | Население |
| -- | ---------------- | ------------------------------- | --------- |
| 1  | Биорки           | посёлок, административный центр | ↗2099     |
| 2  | Богородское      | деревня                         | ↗13       |
| 3  | Большое Карасёво | деревня                         | ↗79       |
| 4  | Бузуково         | деревня                         | ↗4        |
| 5  | Воловичи         | деревня                         | ↗16       |
| 6  | Гололобово       | село                            | ↗309      |
| 7  | Городки          | деревня                         | ↘51       |
| 8  | Грайвороны       | деревня                         | ↗28       |
| 9  | Гришино          | деревня                         | ↗89       |
| 10 | Дворики          | деревня                         | ↗43       |
| 11 | Дубенки          | деревня                         | ↗12       |
| 12 | Запрудный        | посёлок                         | ↘125      |
| 13 | Заречный         | посёлок                         | ↘673      |
| 14 | Ильинское        | деревня                         | ↘0        |
| 15 | Кудрявцево       | деревня                         | ↘11       |
| 16 | Лесной           | посёлок                         | ↘1659     |
| 17 | Малое Карасёво   | деревня                         | ↗279      |
| 18 | Малое Уварово    | деревня                         | ↗47       |
| 19 | Новоселки        | деревня                         | ↘11       |
| 20 | Паново           | деревня                         | ↗114      |
| 21 | Первомайский     | посёлок                         | ↘1103     |
| 22 | Петрово          | деревня                         | ↘9        |
| 23 | Полубояриново    | деревня                         | ↘1        |
| 24 | Романовка        | деревня                         | ↘3        |
| 25 | Семёновское      | деревня                         | ↘60       |
| 26 | Солосцово        | деревня                         | ↗97       |
| 27 | Туменское        | деревня                         | ↘67       |
| 28 | Хлопна           | деревня                         | ↘0        |
| 29 | Шейно            | деревня                         | →0        |
| 30 | Шереметьево      | деревня                         | ↗3        |